# Павел Павлович
Павел Веселинов Па̀влович е български историк и филолог арабист, професор в Софийския университет в Катедрата по арабистика и семитология и специалист по ранна история на исляма. Там преподава следните дисциплини: Средновековна арабо-мюсюлманска цивилизация, Увод в арабското изворознание, Общество и култура на Древна Арабия и Проблеми на арабското изворознание, а от 2012 година до 2019 година е и ръководител на катедрата.
Получава наградата за книга на 2017 година в Иран за монографията си „Между писането и канона. Формиране на ислямското разбиране за „калāла“ през втори век по хиджра (718 – 816)“ (на английски: The Formation of the Islamic Understanding of Kalāla in the Second Century AH (718 – 816 CE). Between Scripture and Canon).

## Трудове[4]

### Дисертации
- Кораничният термин „Аллах“ и преходът от езичество към ислям в Централна Арабия през VІ-VІІ в. [1998] – докторска дисертация
- Between Scripture and Canon. The Islamic Understanding of Kalala in the Second Century AH (718-816 CE) Между писанието и канона. Ислямското разбиране за калала през втори век по хиджра (718-816 г.) [2015] - дисертация доктор на науките

### Монографии
- Muslim al-Naysābūrī (d. 261/875). The Sceptical Traditionalist., ISBN:978-90-04-52419-4, Brill Academic Publishers, Leiden, Ref, Рецензирано [2023]
- Подходи към изучаването на ранния ислям (VII–VIII в.). Метод и история., Университетско издателство "Св. Климент Охридски", София [2017]
- The Formation of the Islamic Understanding of Kalāla in the Second Century AH (718-816 CE). Between Scripture and Canon., ISBN:978-90-04-30607-3, Brill Academic Publishers, Leiden, Boston, Ref, Рецензирано [2016]
- История и култура на древна Арабия, Гелеон, София [2008]
- История и култура на древна Арабия, IMIR, София [2004]
- История и култура на древна Арабия, Галеон, София [2001]

### Други трудове
- Qad kunna la na‘budu ’llaha wa-la na‘rifuhu. On the problem of the pre-Islamic Lord of the Ka‘ba (1998)
- Early origins of the term „sirk: about an equalitarian conception during the …G¢ahiliyya (1999)
- Космогонични и есхатологични представи в епохата на Джахилията (2001)
- The Concept of Dahr and its Historical Perspective in the Gahiliyya and Early Islam (2003)
- Фридрих ІІ Хохенщауфен и мюсюлманският илхад (2004)
- Ранната биография на пророка Мухаммад като модел за политическа и общностна идентификация (2004)
- The Stoning of a Pregnant Adulteress from Juhayna: The Early Evolution of a Muslim Tradition (2010)
- Early Development of the Tradition of the Self-Confessed Adulterer in Islam. An Isnād and Matn Analysis (2010)
- Загадъчното първо ислямско столетие (2011)
- The Islamic Penalty for Adultery in the Third Century AH and al-Shāfi‘ī’s Risāla (2012)
- Мечовете са ключовете към рая“ и Doctrina Jacobi: Представата за джихада в мюсюлманските предания и един ранен християнски извор (2013)